# Kiribati na Letních olympijských hrách 2016
Kiribati se účastnilo Letních olympijských her 2016 a zastupovali ho 3 sportovci ve 2 sportech (2 muži a 1 žena). Jednalo se o čtvrtý start tohoto státu na letních olympijských hrách. Vlajkonošem výpravy byl vzpěrač David Katoatau. Nejmladším z týmu byla Karitaake Tewaaki, které bylo v době konání her 18 let. Nejstarší z týmu byl David Katoatau, kterému bylo v době konání her 32 let. Nikomu z výpravy se během her nepodařilo získat medaili.

## Pozadí
Kiribati se o účast na letních olympijských hrách zajímalo již v 80. letech 20. století, ale Národní olympijský výbor byl založen až roku 2002 a až v roce 2003 uznán Mezinárodním olympijským výborem. Poprvé se tedy letních olympijský her země zúčastnila v roce 2004 v Athénách
Nikomu z reprezentantů této země se na předchozích olympijských hrách nepodařilo získat medaili. A tak se již potřetí v řadě stal vlajkonošem výpravy během zahajovacího ceremoniálu David Katoatau. Během závěrečného ceremoniálu však Kiribati svého vlajkonoše nemělo a této role se ujal jeden z olympijských dobrovolníků. I na těchto olympijských hrách země soutěžila ve svých dvou tradičních disciplínách, a to v atletice a ve vzpírání.

## Disciplíny

### Atletika
Kiribati obdrželo od IAAF možnost poslat na olympijské hry dva atlety (jednu ženu a jednoho muže). Díky tomuto způsobu kvalifikace pak oba běžci museli nastoupit již do rozběhů. Oba se shodli na nedostatku času k nácviku startu z bloků a také k nemožnosti dostatečného tréninku s ohledem na to, že stadion v hlavním městě Kiribati, Bairiki Stadium, má písečný povrch a často je zatopený.
Pro 18letou Karitaake Tewaaki to byla první účast na olympijských hrách a startovala v závodu na 100 m. Ve svém rozběhu skončila na 8. místě a dosáhla času 14,70 sekundy. Tento výkon na postup do dalšího kola nestačil.
I pro 21letého Johna Ruuka, který startoval v závodu na 100 m, šlo o první olympijský start. V rozběhu zaběhl čas 11,65 sekundy a ze 7 běžců skončil na 6. místě, kdy porazil angolského reprezentanta Hermenegilda Leiteho. Tento výkon však na postup také nestačil.
| Sportovec         | Disciplína   | Rozběh | Rozběh | Čtvrtfinále  | Čtvrtfinále  | Semifinále   | Semifinále   | Finále       | Finále       |
| Sportovec         | Disciplína   | Čas    | Pořadí | Čas          | Pořadí       | Čas          | Pořadí       | Čas          | Pořadí       |
| ----------------- | ------------ | ------ | ------ | ------------ | ------------ | ------------ | ------------ | ------------ | ------------ |
| John Ruuka        | 100 m – muži | 11,65  | 6.     | nepostoupil  | nepostoupil  | nepostoupil  | nepostoupil  | nepostoupil  | nepostoupil  |
| Sportovkyně       | Disciplína   | Rozběh | Rozběh | Čtvrtfinále  | Čtvrtfinále  | Semifinále   | Semifinále   | Finále       | Finále       |
| Sportovkyně       | Disciplína   | Čas    | Pořadí | Čas          | Pořadí       | Čas          | Pořadí       | Čas          | Pořadí       |
| Karitaake Tewaaki | 100 m – ženy | 14,70  | 8.     | nepostoupila | nepostoupila | nepostoupila | nepostoupila | nepostoupila | nepostoupila |

### Vzpírání
Na základě výsledku hodnocení národů z Mistrovství Oceánie 2016, mohlo Kiribati na olympijské hry do Rio de Janeira kvalifikovat jednoho vzpěrače. Tím se na své již třetí hry kvalifikoval David Katoatau, který v té době trénoval v Oceania Weightlifting Institute v hlavním městě Nové Kaledonie, Noumée.
Na olympijských hrách startoval ve váhové kategorii mužů do 105 kg a celkově získal 349 bodů. Tento výkon stačil na 14. místo ze 17 vzpěračů (tři ovšem závod nedokončili).
David Katoatau zaplnil titulky novin svým tancem na pódiu po každém svém pokusu. Prohlásil, že se tancem snažil poukázat na změnu klimatu, které se jeho národa přímo týkají, neboť Kiribati je ohroženo vzestupem mořské hladiny. O několik let dříve napsal s pomocí svého trenéra otevřený dopis, ve kterém žádal o pomoc. V tomto dopise Katoatau napsal: "Prosím země celého světa, podívejte se na to, co se na Kiribati děje. Pravdou je, že nemáme vlastní zdroje na svou záchranu. Budeme první, kdo odejde."
| Sportovec      | Disciplína     | Trh      | Trh    | Nadhoz   | Nadhoz | Dohromady | Pořadí |
| Sportovec      | Disciplína     | Výsledek | Pořadí | Výsledek | Pořadí | Dohromady | Pořadí |
| -------------- | -------------- | -------- | ------ | -------- | ------ | --------- | ------ |
| David Katoatau | Muži do 105 kg | 145      | 17.    | 204      | 12.    | 349       | 14.    |